# Umowa wydawnicza
Umowa wydawnicza – dobrowolny, dwustronny akt prawny, zawierany w postaci pisemnej, na podstawie którego powstaje stosunek prawny pomiędzy autorem a wydawcą, w ramach którego autor przenosi prawo wydania swojej pracy drukiem lub w podobnej formie. Do 1990 roku tekst umowy wydawniczej był w Polsce stały, określony w kolejnych Rozporządzeniach Rady Ministrów lub zarządzeniach Ministra Kultury i Sztuki (M.P. 1990 nr 30 poz. 240). Umowa wzorcowa zawarta w załącznikach do tych aktów prawnych ustalała prawa i obowiązki wydawcy i autora, do których należały: 
- charakter, przeznaczenie dzieła łącznie z jego tytułem i objętością oraz termin dostarczenia (w przypadku umowy ze spadkobiercą określa dzieło będące jej przedmiotem),
- techniczną postać skryptu (w momencie tworzenia ustawy było to 2–3 egzemplarze maszynopisu, obecnie mówi się raczej o postaci elektronicznej dzieła),
- wysokość i zasady wypłaty honorarium,
- planowaną wysokość nakładu,
- obowiązek jednej korekty ze strony autora, z zastrzeżeniem o wielkości korekty,
- termin zakończenia druku,
- prawne i finansowe gwarancje na wypadek odstąpienia od umowy którejś ze stron.

Szczególną formą umowy wydawniczej jest List umowny. W skróconej postaci określa się tytuł, objętość, termin dostarczenia tekstu, wysokość i warunki wypłaty honorarium. 
Zarządzenie Ministra Kultury i Sztuki z dnia 10 lipca 1990 r. (M.P. 1990 nr 30 poz. 240) wprowadziło odstąpienie od ustalania umów wzorcowych.
Obecnie umowy wydawnicze sporządzane są na podstawie art. 353 Kodeksu cywilnego z uwzględnieniem zasad zawartych w Ustawie z dnia 4 lutego 1994 r. o prawie autorskim i prawach pokrewnych (Dz.U. 1994 nr 24 poz. 83 1994.05.23).